# 小犰狳
小犰狳（學名：Zaedyus pichiy）是倭犰狳科小犰狳屬的唯一一種，分布於阿根廷草原的中部和南部。
體長約為26-33.5厘米，尾長10-14厘米，深褐色頭甲，堅硬的背甲，爪子鋒利。包括兩個亞種：
- Zaedyus pichiy caurinus Thomas, 1928
- Zaedyus pichiy pichiy Desmarest, 1804

## 外部連結
- 小犰狳概述及照片 （页面存档备份，存于）
- IUCN紅色名錄的專題介紹